# Оксидииодид ниобия(IV)
Оксидииодид ниобия(IV) — неорганическое соединение, 
оксосоль металла ниобия и иодоводородной кислоты
с формулой NbOI2,
чёрные кристаллы.

## Получение
- Длительное выдерживание смеси ниобия, иода и оксидом ниобия(V) в градиенте температур:

{\displaystyle {\mathsf {3Nb+Nb_{2}O_{5}+5I_{2}\ {\xrightarrow {450-500^{o}C}}\ 5NbOI_{2}}}}
- Разложение при нагревании окситрииодида ниобия(V) в вакууме:

{\displaystyle {\mathsf {2NbOI_{3}\ {\xrightarrow {150^{o}C}}\ 2NbOI_{2}+I_{2}}}}

## Физические свойства
Оксидииодид ниобия(IV) образует чёрные парамагнитные кристаллы
моноклинной сингонии,
пространственная группа C 2,
параметры ячейки a = 1,5184 нм, b = 0,3924 нм, c = 0,7520 нм, β = 105,50°, Z = 4
.
Устойчив на воздухе, не разлагается растворами кислот.